# Det grekiska egypterevangeliet
Det grekiska egypterevangeliet beskrivs av Klemens av Alexandria cirka år 180, men författades sannolikt i mitten av 100-talet. Klemens, som själv hörde till den ortodoxa delen av den kristna rörelsen, förefaller inte ha haft något att invända mot Egypterevangeliets innehåll, men på hans elev Origenes tid, flera decennier senare, betraktades det inte längre som kanoniskt i Egypten.
Det skall inte förväxlas med Det koptiska egypterevangeliet.